# Coupe d'Algérie de basket-ball 1979-1980
Navigation
Coupe d'Algérie 1978-1979 Coupe d'Algérie 1980-1981
La Coupe d'Algérie 1979-1980 est la 11e édition de la Coupe d'Algérie de basket-ball, compétition à élimination directe mettant aux prises des clubs de basket-ball amateurs et professionnels affiliés à la fédération algérienne de basket-ball.

## finale
- 19 juin 1980 a alger (salle harcha hacene) , dark el-watani - dncalger (88-78) .

- DARK EL - WATANI :mokrani , terai , slimani , keskes , khaies , branci , aiouaz , khacef , athmani , boudjecha , aktouf , zenati tayeb , djaidjai , abdenabi , *** entraineurs  : poplavski  et si hassan .